# Chociszew (Zgierz)
Pour les articles homonymes, voir Chociszew.
Chociszew est une localité polonaise de la gmina de Parzęczew, située dans le powiat de Zgierz en voïvodie de Łódź.